# Fotbalista roku (Litva)

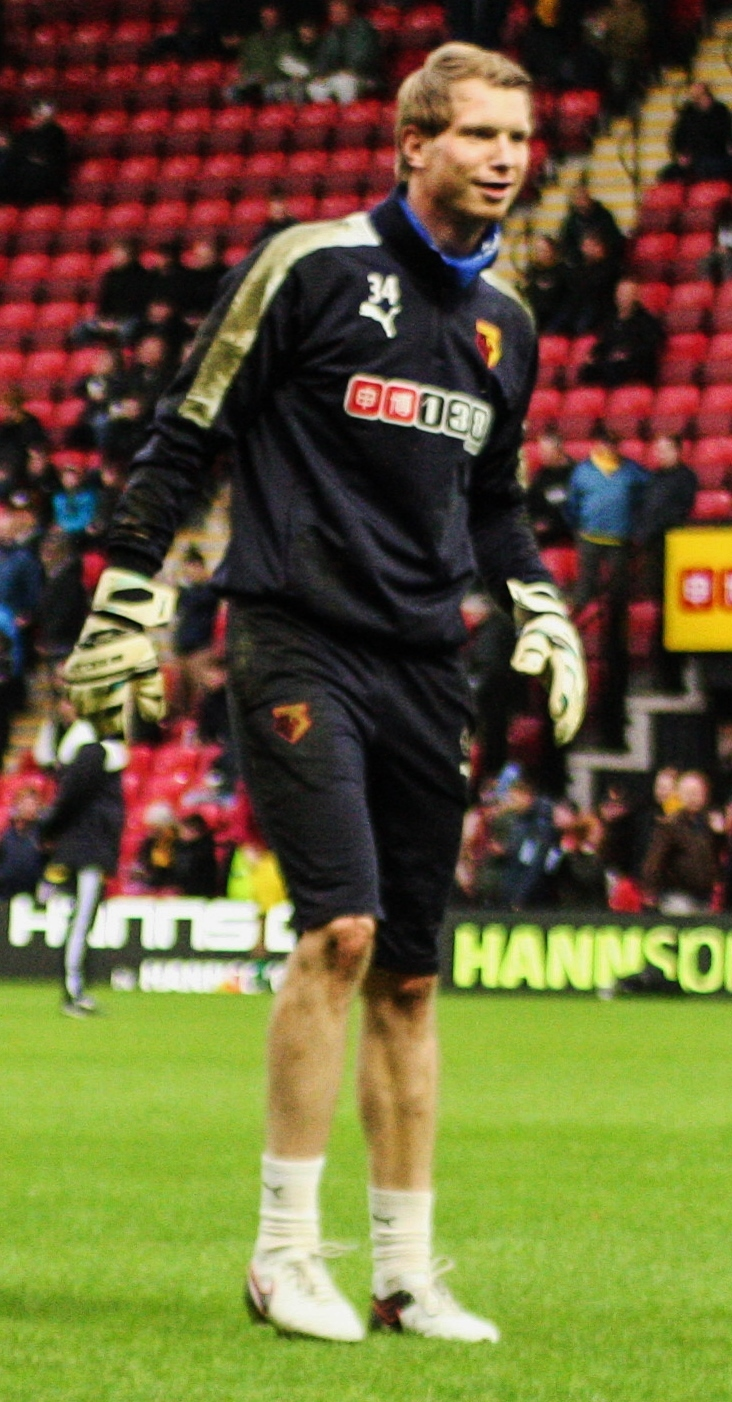
Giedrius Arlauskis, vítěz za rok 2014.

V Litvě ocenění Fotbalista roku uděluje Litevská fotbalová federace (Lietuvos Futbolo Federacija - LFF). Do roku 1990 probíhala volba paralelně s volbou o sovětského fotbalistu roku, neboť Litva byla součástí SSSR.

## Přehled vítězů
| Rok  | Hráč                     | Klub                            |
| 1965 | Petras Glodenis          | FK Žalgiris                     |
| 1966 | Gintautas Kalėdinskas    | FK Žalgiris                     |
| 1967 | Stanislovas Ramelis      | FK Žalgiris                     |
| 1968 | Stanislovas Ramelis      | FK Žalgiris                     |
| 1969 | Juzefas Jurgelevičius    | FK Žalgiris                     |
| 1970 | Romualdas Juška          | FK Žalgiris                     |
| 1971 | Benjaminas Zelkevičius   | FK Žalgiris                     |
| 1972 | Benjaminas Zelkevičius   | FK Žalgiris                     |
| 1973 | Petras Glodenis          | FK Žalgiris                     |
| 1974 | Algirdas Žilinskas       | FK Žalgiris                     |
| 1975 | Vytautas Dirmeikis       | FK Žalgiris                     |
| 1976 | Eugenijus Riabovas       | FK Žalgiris                     |
| 1977 | Eugenijus Riabovas       | FK Žalgiris                     |
| 1978 | Eugenijus Riabovas       | FK Žalgiris                     |
| 1979 | Stanislovas Danisevičius | FK Žalgiris                     |
| 1980 | Juzefas Jurgelevičius    | FK Žalgiris                     |
| 1981 | Vytautas Dirmeikis       | FK Žalgiris                     |
| 1982 | Sigitas Jakubauskas      | FK Žalgiris                     |
| 1983 | Valdas Kasparavičius     | FK Žalgiris                     |
| 1984 | Stanislovas Danisevičius | FK Žalgiris                     |
| 1985 | Arminas Narbekovas       | FK Žalgiris                     |
| 1986 | Arminas Narbekovas       | FK Žalgiris                     |
| 1987 | Arminas Narbekovas       | FK Žalgiris                     |
| 1988 | Arminas Narbekovas       | FK Žalgiris                     |
| 1989 | Valdemaras Martinkėnas   | FK Žalgiris                     |
| 1990 | Valdas Ivanauskas        | FK Austria Vídeň                |
| 1991 | Valdas Ivanauskas        | FK Austria Vídeň                |
| 1992 | Valdemaras Martinkėnas   | Dynamo Kyjev                    |
| 1993 | Valdas Ivanauskas        | Hamburger SV                    |
| 1994 | Valdas Ivanauskas        | Hamburger SV                    |
| 1995 | Gintaras Staučė          | Karşıyaka SK                    |
| 1996 | Gintaras Staučė          | Sarıyer GK                      |
| 1997 | Edgaras Jankauskas       | Club Brugge KV                  |
| 1998 | Edgaras Jankauskas       | Club Brugge KV                  |
| 1999 | Saulius Mikalajūnas      | FK Elista                       |
| 2000 | Edgaras Jankauskas       | Real Sociedad                   |
| 2001 | Edgaras Jankauskas       | Real Sociedad                   |
| 2002 | Raimondas Žutautas       | Makabi Haifa                    |
| 2003 | Robertas Poškus          | PFK Křídla Sovětů Samara        |
| 2004 | Edgaras Jankauskas       | OGC Nice                        |
| 2005 | Deividas Šemberas        | CSKA Moskva                     |
| 2006 | Tomas Danilevičius       | AS Livorno Calcio               |
| 2007 | Tomas Danilevičius       | Bologna FC 1909                 |
| 2008 | Marius Stankevičius      | UC Sampdoria                    |
| 2009 | Marius Stankevičius      | UC Sampdoria                    |
| 2010 | Darvydas Šernas          | Widzew Łódź                     |
| 2011 | Žydrūnas Karčemarskas    | Gaziantepspor                   |
| 2012 | Žydrūnas Karčemarskas    | Gaziantepspor                   |
| 2013 | Mindaugas Kalonas        | FK Baku                         |
| 2014 | Giedrius Arlauskis       | FC Steaua București             |
| 2015 | Lukas Spalvis            | Aalborg Boldspilklub            |
| 2016 | Fiodor Černych           | Jagiellonia Białystok           |
| 2017 | Fiodor Černych           | Jagiellonia Białystok           |
| 2018 | Arvydas Novikovas        | Jagiellonia Białystok           |
| 2019 | Ernestas Šetkus          | Hapoel Beer Ševa FC             |
| 2020 | Arvydas Novikovas        | Legia Warszawa a BB Erzurumspor |
| 2021 | Arvydas Novikovas        | BB Erzurumspor                  |
| 2022 | Edvinas Gertmonas        | Žalgiris Vilnius                |